# 卡齐纳州
卡齐纳州（英語：Katsina State）是奈及利亞36州之一，首府卡齐纳。人口5,801,584（2006年），GDP为60.2亿美元（2007年），人均GDP1,017美元。卡齐纳州成立於1987年，它原本是卡杜纳州的一部分。它與扎姆法拉州、卡诺州和吉加瓦州接壤。